# Nestor (Sidoruk)
Nestor, imię świeckie Gieorgij Martynowicz Sidoruk (ur. 10 stycznia 1904 w Zawierciu, zm. 1 października 1951) – biskup Rosyjskiego Kościoła Prawosławnego.

## Życiorys
Urodził się 10 stycznia 1904 w Zawierciu w powiecie będzińskim guberni piotrkowskiej Królestwa Polskiego Imperium Rosyjskiego (obecnie województwo śląskie). Jego ojciec pracował jako sędzia pokoju, dziadek był kapłanem prawosławnym.
Ukończył gimnazjum w Połtawie, a następnie studia na Wydziale Historycznym uniwersytetu w Charkowie. Pracował w Połtawie jako nauczyciel. W latach 1937–1940 więzień Uchtpieczłagu.  
W 1942 został wykładowcą kursów przygotowujących do święceń kapłańskich zorganizowanych w Połtawie. 2 listopada 1944 wyświęcony na diakona, zaś dwa dni później – na kapłana i mianowany proboszczem parafii przy soborze św. Makarego w Połtawie. W 1945 otrzymał godność protoprezbitera.
24 września 1945 złożył wieczyste śluby mnisze, zaś 30 września tego samego roku otrzymał godność archimandryty. 14 października 1945 w cerkwi Opieki Matki Bożej w Moskwie miała miejsce jego chirotonia na biskupa humańskiego, wikariusza eparchii kijowskiej. W charakterze konsekratorów w obrzędzie udział wzięli metropolita kruticki i kołomieński Mikołaj, biskup rostowski i taganroski Eleuteriusz oraz biskup możajski Makary. Dziesięć dni po chirotonii biskup Nestor został oficjalnie mianowany ordynariuszem eparchii mukaczewskiej i użhorodzkiej, którą pierwotnie miał zarządzać jako tytularny biskup humański. W 1948 przeniesiony na katedrę kurską i biełgorodzką.
Zmarł w 1951 wskutek wylewu krwi do mózgu.